# Скрипка Тетяна Олександрівна
Скрипка (Рижук) Тетяна Олександрівна — заслужений майстер спорту України з пауерліфтингу. Неодноразова чемпіонка і призерка чемпіонатів України, Європи і світу, рекордсменка світу і Європи. Входила до збірної команди України.

## Біографія
Скрипка Тетяна народилася 9 березня 1987 року у м. Херсоні. Навчалася у гімназії № 3, а з 2001 року — у Херсонському вищому училищі фізичної культури. Здобула вищу освіту, закінчивши факультет фізичного виховання та спорту Херсонського державного університету.
Мешкала в Нетішині. Зараз проживає в США.
Одружена. Чоловік Сергій Рижук — тренер збірної України з пауерліфтингу.

## Спортивні досягнення
Пауерліфтингом почала займатися з 1996 року. Тренер — Олександр Плевако.
- 1998—2005 — 16-разова чемпіонка України
- 1998—2003 — чемпіонка України серед дівчат до 18 років у сумі триборства
- 1999, 2001—2005 — чемпіонка України серед юніорів до 23 років у сумі триборства
- 1999—2000 — переможниця Кубку України серед дорослих
- 2000—2005 — чемпіонка України серед жінок у сумі триборства
- 2001 — чемпіонка Всеукраїнських літніх спортивних юнацьких ігор з пауерліфтингу
- 2001 — три перших і одне друге місце на чемпіонаті світу серед дівчат до 18 років
- 2005 — чемпіонка світу серед дівчат до 18 років (у сумі триборства, жим лежачи, присідання, станова тяга)
- 2005 — чемпіонка світу серед жінок у сумі триборства, присіданні, жим лежачи, срібна призерка чемпіонату у становій тязі
- 2006 — чемпіонка світу серед жінок у жимі лежачи
- 2011 — 1 місце в категорії до 67.5 кг з результатом 75 кг на 5-му чемпіонаті Всеукраїнської організації пауерліфтингу по жиму[5]
- 2011 — 1 місце в категорії до 67.5 кг з результатом 112,5 кг на чемпіонаті Європи з пауерліфтингу та жиму лежачи по версії WUAP (World United Amateur Powerlifting)[6]

В історію пауерліфтингу Тетяна Скрипка увійшла з титулом «наймолодша»: майстер спорту серед жінок (1999), наймолодший майстер спорту України міжнародного класу серед жінок (2001), наймолодша чемпіонка світу серед дівчат до 18 років (2001), наймолодша рекордсменка світу серед дівчат до 18 років (14 років 6 міс.), наймолодша чемпіонка України серед жінок понад 23 років у жимі лежачи (1999) та у сумі триборства (2000), молода переможниця Кубка України серед дорослих (1999), молода рекордсменка України серед жінок понад 23 років (1999), молода спортсменка, яка коли-небудь включалася в національну збірну (1999), молодий заслужений майстер спорту України (2008). За цей час вона установила 34 рекорди світу і Європи (серед дівчат до 18 років), 82 рекорди України (у тому числі дорослих — 14, юніорських — 20, юнацьких — 48).